# Elisa Di Francisca
Elisa Di Francisca (Jesi, 13 de dezembro de 1982) é uma esgrimista italiana, especializada em floretes. 

## Carreira

### Londres 2012
Foi campeã olímpica nos Jogos de Londres de 2012, vice-campeã mundial e campeã europeia. Nas Olimpíadas de 2012, Di Francisca venceu a competição de florete por equipes com suas compatriotas Arianna Errigo, Ilaria Salvatori e Valentina Vezzali.

### Rio 2016
Foi medalha de prata no florete individual ao perder na final para Inna Deriglazova.